# Не святі
«Не святі» — пісня записана українською співачкою Тіною Кароль. Композиція була випущена 26 жовтня 2023 року як перший сингл із десятого студійного альбому виконавиці під назвою Троянди (2024). Слова та музику до пісні написано Тіною Кароль, співавтором слів став Андрій Безкровний. Пісня була випущена в жанрі поп-соул та R&B з елементами нео-соулу, трепу та давнтемпо.

## Опис
«Не святі» — чуттєва пісня про кохання, головний сенс якої — кохання, яке спокушає та отруює одночасно.

Прем'єра пісні «Не святі» відбулася 26 жовтня. У синглі співачка стверджує, що кохання може одночасно бути й спокусою, й отрутою. А в коментарі вона пікантно додала: під цей трек можна гарно кохатися:
«Романтична та пристрасна історія життя лягла в рядки цієї пісні. Хтось каже, що впала народжуваність, тоже виправляємо це під цей саундтрек кохання», — Тіна Кароль.
За словами співачки, пісня має донести важливість почуттів та освідчень, які не треба відкладати на потім.
У перші ж дні пісня завірусилась у TikTok, набравши охоплення понад 20 мільйонів користувачів.

## Музичне відео
Прем'єра нового відеокліпу на пісню «Не святі», відбулася 2 листопада 2023 року на офіційному YouTube каналі співачки.

Кліп відзняла молода режисерка Ната Курган, для якої це режисерський дебют: 
«Дякую Тіні за довіру красивої пісні та за надію, яка завжди панує в її музиці», — каже режисерка.
Знімання кліпу проходили в Києві. За сюжетом, весь час ллє проливний дощ. Співачка провела під крижаною зливою загалом 10 годин.

## Список композицій
| Цифрове завантаження, стрімінг - синґл | Цифрове завантаження, стрімінг - синґл | Цифрове завантаження, стрімінг - синґл | Цифрове завантаження, стрімінг - синґл | Цифрове завантаження, стрімінг - синґл |
| #                                      | Назва                                  | Автор слів                             | Автор музики                           | Тривалість                             |
| -------------------------------------- | -------------------------------------- | -------------------------------------- | -------------------------------------- | -------------------------------------- |
| 1.                                     | «Не святі»                             | Тіна Кароль, Андрій Безкровний         | Тіна Кароль                            | 2:51                                   |

| Цифрове завантаження, стрімінг - Remix | Цифрове завантаження, стрімінг - Remix | Цифрове завантаження, стрімінг - Remix | Цифрове завантаження, стрімінг - Remix | Цифрове завантаження, стрімінг - Remix |
| #                                      | Назва                                  | Автор слів                             | Автор музики                           | Тривалість                             |
| -------------------------------------- | -------------------------------------- | -------------------------------------- | -------------------------------------- | -------------------------------------- |
| 1.                                     | «Не святі (Remix)»                     | Тіна Кароль, Андрій Безкровний         | Boosin, Bloodless                      | 2:32                                   |

## Учасники запису
Інформація взята із сервісу YouTube
- Продюсер:
  - Тіна Кароль;
- Вокал:
  - Тіна Кароль
- Бек-вокал:
  - Тіна Кароль
- Музика:
  - Тіна Кароль
- Слова:
  - Тіна Кароль;
  - Андрій Безкровний.
- Інженер редагування вокалу:
  - Олександр Крамер
- Міксинг:
  - Олександр Крамер
- Мастеринг:
  - Олександр Крамер

## Історія релізу
| Регіон  | Дата             | Формат                         | Версія      | Лейбл             | Дж.    |
| ------- | ---------------- | ------------------------------ | ----------- | ----------------- | ------ |
| Світ    | 26 жовтня 2024   | Цифрове завантаження, стрімінг | Оригінальна | Самостійний реліз | [ 13 ] |
| Україна | 1 листопада 2023 | Радіоротація                   | Оригінальна | Самостійний реліз | [ 16 ] |
| Україна | 2 листопада 2023 | Відеокліп                      | Оригінальна | Самостійний реліз | [ 17 ] |